# Sea Girls
Sea Girls ist eine englische Indie-Popband aus London, die – trotz des Namens – aus vier männlichen Mitgliedern besteht. 2020 hatten sie ihren Durchbruch in England mit dem Nummer-3-Album Open Up Your Head.

## Bandgeschichte
Die vier Musiker der Band stammen ursprünglich aus den East Midlands und aus Südostengland. Sie kannten sich schon aus der Schulzeit, gingen danach aber erst einmal ihrer Wege und absolvierten an verschiedenen Universitäten ein Studium, bevor sie sich 2015 in London trafen und Sea Girls gründeten. Neben dem Sänger und Kopf der Band Henry Camamile gehören Gitarrist Rory Young, Bassist Andrew Noswad und Schlagzeuger Oli Khan zur Band. Der Bandname hat keinen tieferen Sinn, sondern basiert auf einem Verhörer in einen Nick-Cave-Song. Musikalisch orientierten sie sich am Stil der Killers und Bastille.
2017 veröffentlichten sie ihre erste EP Call Me Out und bekamen damit gleich Airplay bei BBC Radio 1. Dies verhalf ihnen im Sommer zu ersten Festivalauftritten. Mit zwei weiteren EPs und Songs wie Lost, What For und All I Want to Hear You Say steigerten sie im Jahr darauf ihre Bekanntheit weiter. Außerdem absolvierten sie ihre erste britische Tour und traten bei den renommierten Reading and Leeds Festivals auf. Nach diesem Jahr standen sie auf der BBC-Liste Sound of 2019, die den kommenden Durchbruch prognostizierte. Obwohl im Februar bereits der Song Open Up Your Head erschien, der der Titelsong ihres Debütalbums werden sollte, zogen sich die Arbeiten an dem Album hin. Im Frühjahr unterschrieben sie bei Polydor/Universal und bekamen damit die Unterstützung eines Major-Labels. Sie veröffentlichten weitere Singles, tourten als Support der Foals durch Osteuropa und absolvierten Auftritte in den USA.
Am Ende des Jahres war es dann der Musiksender MTV, der sie auf seine Ones-to-Watch-Liste aufnahm. Im Corona-Jahr 2020 erschien aber erst einmal eine weitere EP, bevor am 14. August schließlich das Album Open Up Your Head herauskam. Bis auf Platz 3 der britischen Charts kamen die Sea Girls mit ihrem Debüt.

## Diskografie
Alben
- Open Up Your Head (2020)
- Tracks Not on Open Up Your Head (Kompilation, 2020)

EPs
- Call Me Out (2017)
- Heavenly War (2018)
- Adored (2018)
- Under Exit Lights (2020)

Lieder
- Call Me Out (2017, UK: Silber)
- Lost (2017)
- What For (2017)
- Heavenly War (2018)
- Eat Me Whole (2018)
- Too Much Fun (2018)
- Adored (2018)
- All I Want to Hear You Say (2018, UK: Silber)
- Open Up Your Head (2019)
- Damage Done (2019)
- Closer (2019)
- Violet (2019)
- Ready for More (2020)
- Do You Really Wanna Know? (2020)
- Forever (2020)